# Pinanga hexasticha
Pinanga hexasticha là loài thực vật có hoa thuộc họ Arecaceae. Loài này được (Kurz) Scheff. miêu tả khoa học đầu tiên năm 1876.